# Atlas geograficzny ilustrowany Królestwa Polskiego
Atlas geograficzny ilustrowany Królestwa Polskiego – atlas geograficzny wydany w Warszawie w latach 1903–1907 przez Józefa Michała Bazewicza; rejestrował toponimy z obszaru Królestwa Polskiego; wielokrotnie wznawiany, stanowi cenne źródło wiadomości geograficznych, historycznych i gospodarczych.